# Barleria laceratiflora
Barleria laceratiflora är en akantusväxtart som beskrevs av Gustav Lindau. Barleria laceratiflora ingår i släktet Barleria och familjen akantusväxter. Inga underarter finns listade i Catalogue of Life.